# Mócs Szaniszló Gyula
Mócs Szaniszló Gyula (Kula, 1862. július 30. - Berlin, 1904. február 24.) ciszterci rendi szerzetes, tanár, bölcsészdoktor.

## Élete
Édesapja tanító volt. Tanulmányait a bajai ciszterci gimnáziumban végezte. 1880. szeptember 4-én lépett a ciszterci rendbe. 1885. augusztus 9-én szentelték pappá.  1884–86 között főgimnáziumi tanár volt Székesfehérváron, majd 1886–87-ben Pécsett. 1887–88-ban egyetemi tanulmányokat folytatott Budapesten, ahol 1889-ben tanári oklevelet szerzett magyar és latin nyelvből. 1888–tól 1890-ig gimnáziumi tanár volt Egerben, 1890-tól Pécsett, a ciszterci gimnáziumban. 1892-ben bölcseletdoktori oklevelet szerzett.
Lelkes természetjáró. 13 éven át a Mecsek Egyesület választmányi tagja volt.

## Művei
- Kézirati pálos iskoladrámák az akadémia könyvtárában. Budapest, 1891. (Különnyomat az Egyetemes Philológiai Közlönyből.).
- A magyar gerundium-alakok történeti fejlődése. Budapest, 1891. (Különnyomat a Magyar Nyelvőrből.).